# أياكا أساي
أياكا أساي (باليابانية: 朝井彩加؛ بالكانا: あさい あやか) هي مؤدية صوت وممثلة يابانية، ولدت في 11 مايو 1992 في شيزوكا في اليابان.

## وصلات خارجية
- أياكا أساي على موقع IMDb (الإنجليزية)
- أياكا أساي على موقع ميوزك برينز (الإنجليزية)
- أياكا أساي على موقع ديسكوغز (الإنجليزية)
- أياكا أساي على موقع قاعدة بيانات الفيلم (الإنجليزية)
- أياكا أساي على موقع كينوبويسك (الروسية)
- أياكا أساي على موقع ANN person (الإنجليزية)